# Nieuwe Kanaal (Leeuwarden)
Het Nieuwe Kanaal is een kanaal in de stad Leeuwarden in de Nederlandse provincie Friesland. 
Het Nieuwe Kanaal loopt van de Oosterstadsgracht in oostelijke richting langs de Emmakade en de Kanaalweg naar de Tijnje. In 1894 werd begonnen met het graven van het kanaal met een lengte van 1,7 kilometer en een breedte van 30 meter. Op 25 november 1895 werd de dam bij Schilkampen doorgestoken.
Er liggen twee bruggen over het Nieuwe Kanaal. De Eerste Kanaalsbrug (1895) tussen de Oostergrachtswal en Zuidergrachtswal en de Tweede Kanaalsbrug tussen de Franklinstraat en Julianastraat. Door de aanleg van de nieuwe rondweg in de jaren zestig werd de 2e Kanaalsbrug vervangen en kwam er een noodbrug (de voormalige Doksbrug in de Snekertrekweg) tussen de Alma Tademastraat en het Emmaplein.

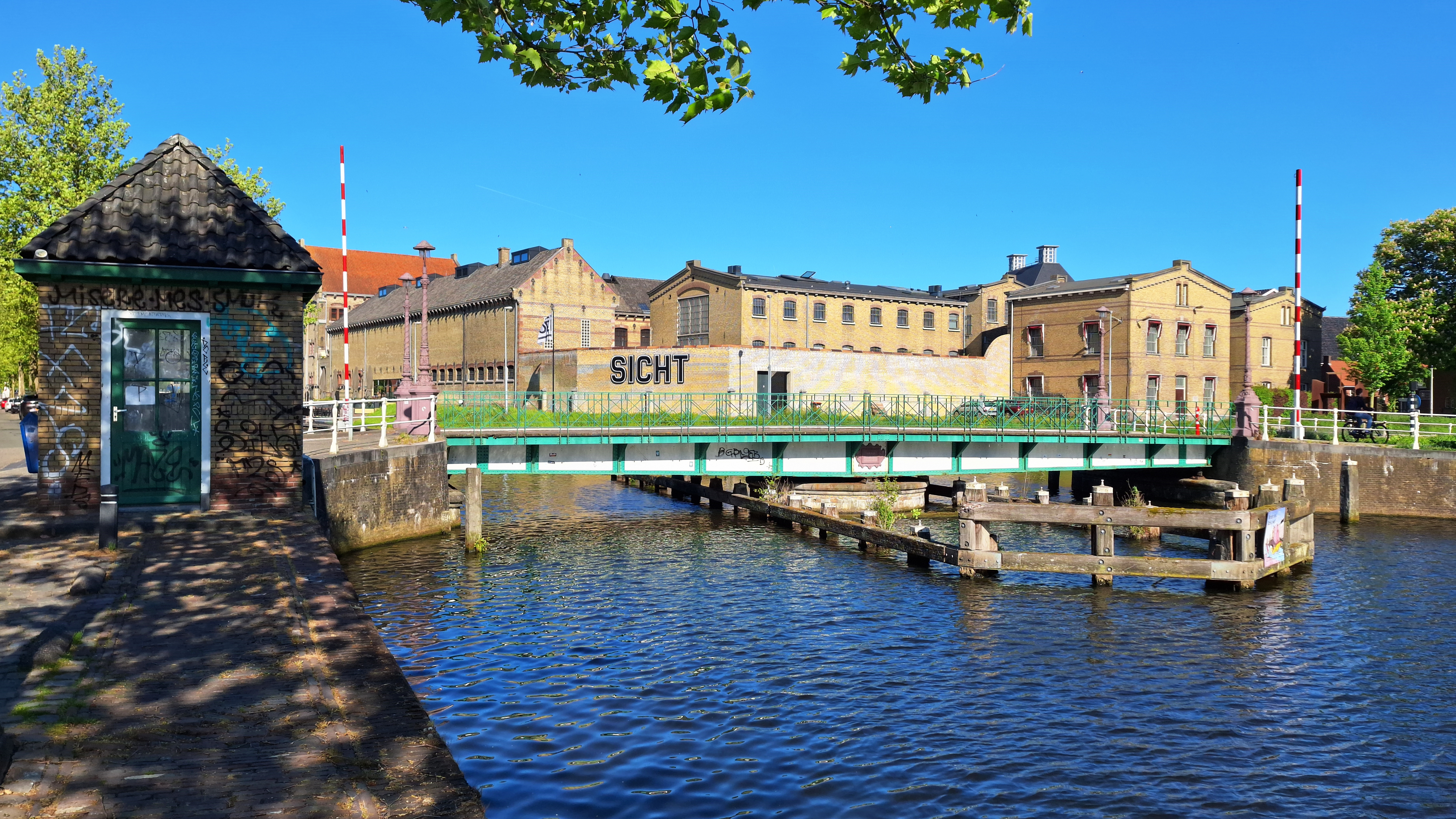
Eerste Kanaalsbrug (2025)
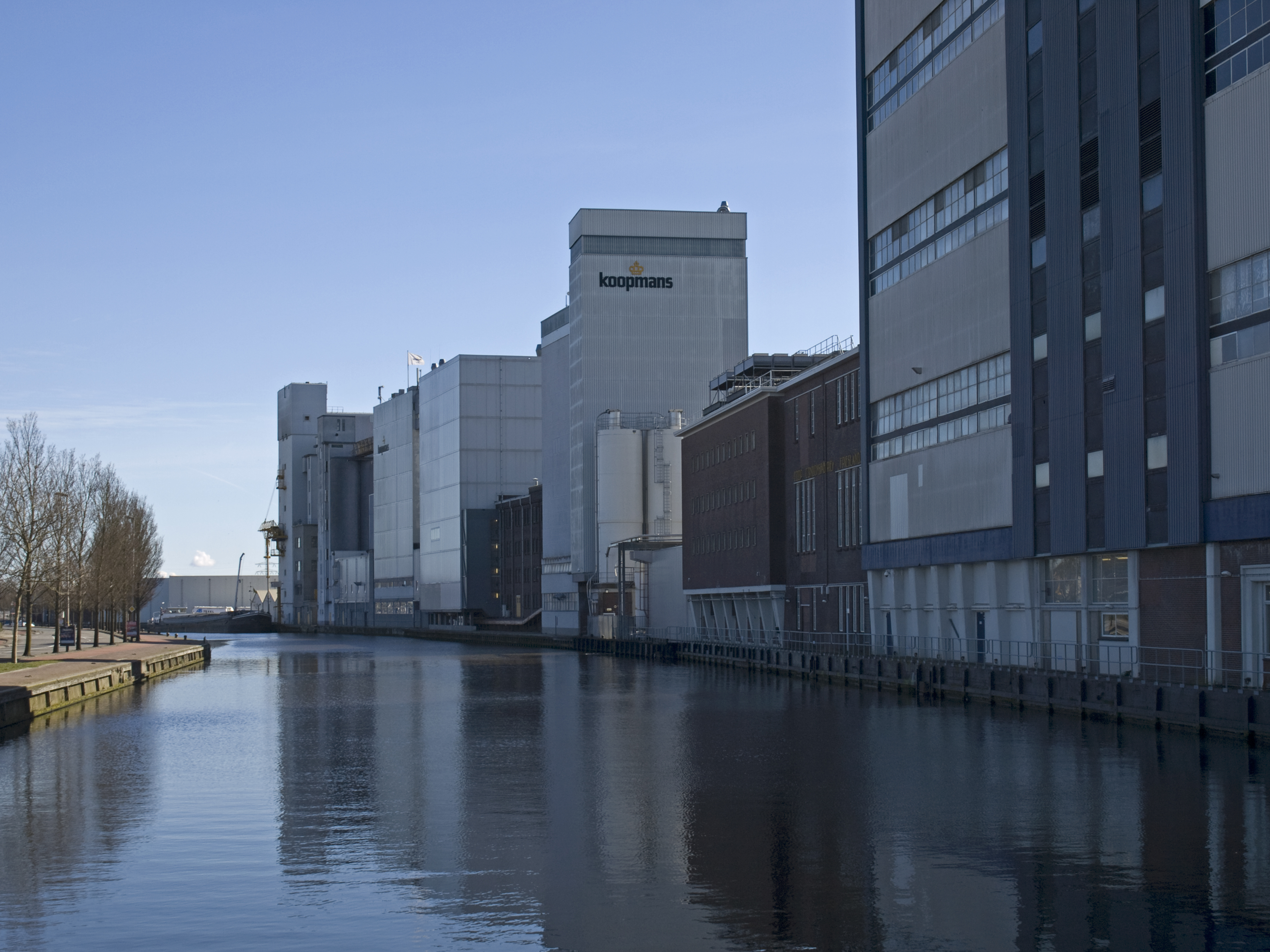
Fabriek Koopmans Koninklijke Meelfabrieken aan het Nieuwe Kanaal